# Malangatana Ngwenya
Malangatana Valente Ngwenya (Matalana, Marracuene, Moçambic, 6 de juny de 1936 – Matosinhos, Porto, Portugal, 5 de gener de 2011) va ser un artista plàstic i poeta moçambiquès. Conegut internacionalment pel seu nom de pila, Malangatana va ser un artista de renom internacional que va experimentar en una àmplia gamma d'obres de diferents mitjans, des de dibuix, murals, ceràmica i escultura, fins a la poesia i la música.
El 1964 Malangatana va ser detingut per la PIDE, policia secreta portuguesa, qui el vinculava amb el Front d'Alliberament de Moçambic (Frelimo). Després d'estar empresonat divuit mesos, va ser alliberat perquè no es va poder comprovar la seva vinculació. Des d'aquesta data, la seva obra va reflectir la situació política del seu país. Amb l'arribada de la pau el 1992 i les eleccions el 1994, el seu estil va començar a reflectir un període més optimista de la història de Moçambic. Va ser diputat del Partit Frelimo des de 1990 fins a 1994 i un dels membres del Frelimo a l'Assemblea Municipal de Maputo.
Va morir el 5 de gener de 2011, als 74 anys, a l'hospital Pedro Hispano de Matosinhos, Portugal.

## Biografia
Va néixer en Matalana, una vila al sud de Moçambic. En la seva joventut, va assistir a escoles missioneres i va col·laborar amb la seva mare en el camp. Als 12 anys, es va mudar a la ciutat de Lourenço Marques (en l'actualitat Maputo), on va treballar com a "moleque" (cuidador de nens, especialment per entretenir-los amb jocs). El 1953 va treballar en un club de tennis, la qual cosa li va permetre continuar la seva educació i anar a classes en la nit. Va desenvolupar un interès en l'art. El 1960 es va convertir en artista professional, gràcies al suport rebut de l'arquitecte portuguès Pancho Guedes, qui li va lliurar un lloc on posar el seu taller.
Augusto Cabral, membre del club de tennis, li va lliurar materials i el va ajudar a vendre les seves obres d'art.

## Obra
L'obra de Malangatana sovint es va concentrar en els esdeveniments històric polítics del seu país, sobretot fins a la independència de Moçambic el 1975. Feia referència al colonialisme portuguès i a la lluita anticolonial, la guerra civil i la independència del país. La seva obra actual, encara que segueix explorant els temes amplis i universals de la violència i la resistència i capturant la duresa de la vida humana i els seus aspectes heroics, ha vingut adquirint des dels 80 un caràcter sensual molt marcat i es constitueix en un gran cant a l'amor "eros", fonamentalment. L'obra de Malangatana és gegantesca, amb una concentració de pintures a l'oli (tant de gran grandària sobre tela i masonite com en petit format sobre paper) i de dibuix a la tinta sobre paper. Malangatana atresora una importantíssima col·lecció a la seva pròpia casa del Barri Aeroport, oberta a qui vulgui visitar-la, que anirà a integrar el gran museu que va construir a Matalana, amb plànols de l'arquitecte Pancho Guedes.

## Exhibicions i premis
El 1958, Malangatana va realitzar algunes funcions en el Nucli d'Art, una organització local d'artistes que encara subsisteix i amb la qual col·laborava, i va rebre suport del pintor Ze Julio. Al següent any, va tenir la seva primera exhibició pública a l'edat de 25 anys. El 1963, va publicar alguns dels seus poemes en el periòdic Black Orpheus (cèlebre revista publicada a Nigèria per Ulli Beier i Wole Soyinka, entre altres) i la seva obra va ser publicada en la antologia de Poesia Moderna d'Àfrica.
El 1971, va rebre una beca de la fundació Gulbenkian. La seva obra es troba en la col·lecció del Museu Nacional d'Art Africà a Washington DC, Estats Units. Així mateix, va elaborar nombrosos murals, incloent pel Frelimo i la Unesco, i una escultura monumental a l'antiga fàbrica Mabor, a Maputo.
Va ajudar també a crear diverses institucions culturals a Moçambic i va ser fundador del Moviment per la Pau Moçambiquès.
Malangatana va rebre la Medalla Nachingwea per la seva contribució a la Cultura Moçambiquesa i va ser investit com a Gran Oficial de l'Orde de l'Infant Dom Henrique. El 1997, va ser nomenat Artista per a la Pau per la Unesco i va rebre un Premi Príncep Claus.
L'obra de Malangatana va viatjar en nombroses exhibicions per diversos països, com Angola, Cuba, Portugal, Índia, Xile, Zimbabwe, Cap Verd, Nigèria, Bulgària, Suïssa, Uruguai, Bèlgica, Índia i Pakistan.
Malangatana va ser un dels pocs artistes estrangers a ser nomenat membre honorari de l'Acadèmia d'Arts de l'extinta República Democràtica Alemanya.